# Ngô Quyền

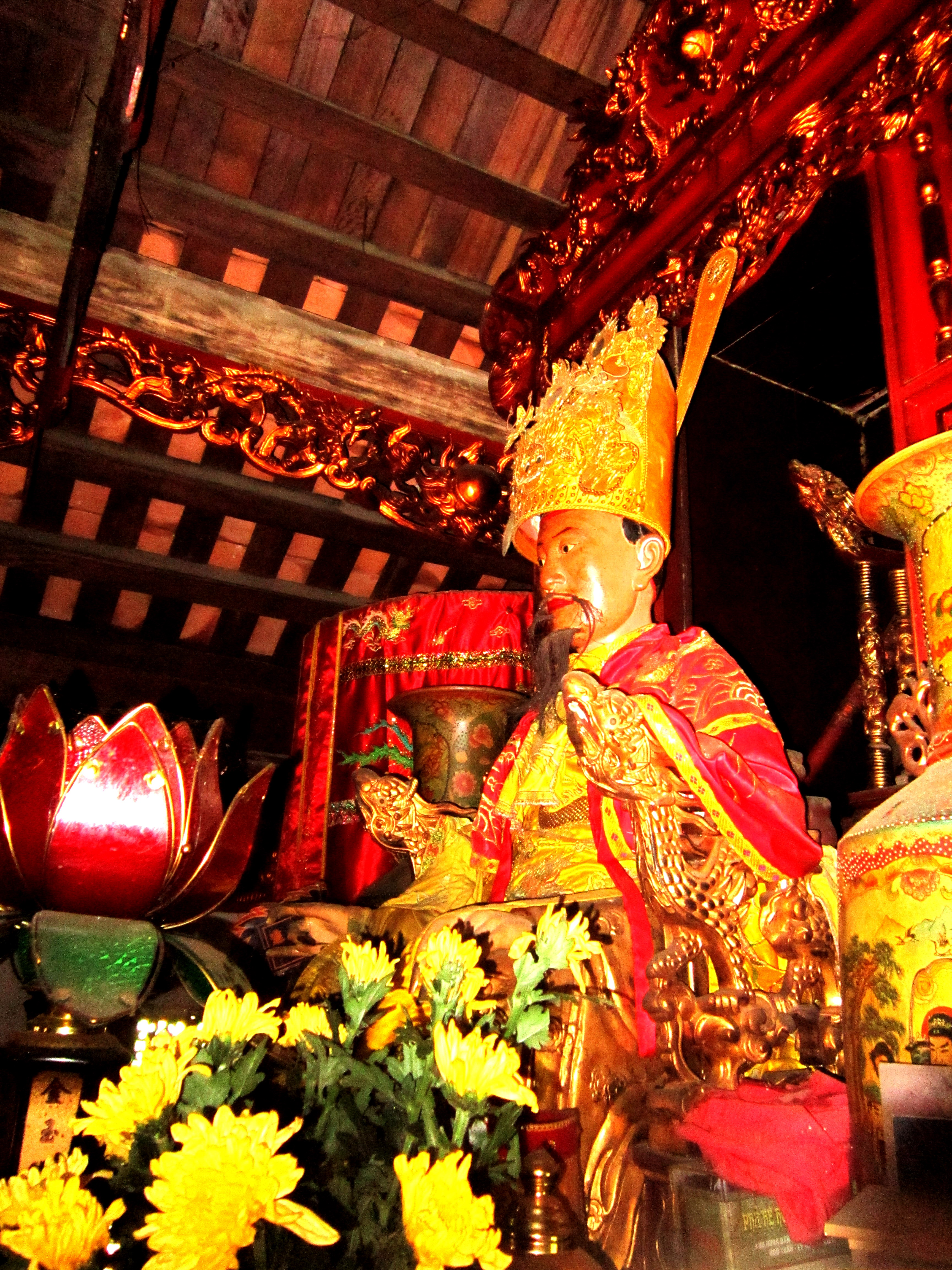
Estátua de Ngô Quyền.

Ngô Quyền (吳 權; 12 de março de 897 - 944) foi um prefeito vietnamita e general durante a ocupação da dinastia Han do Sul da região de Giao Châu no Vale do Rio Vermelho, no que é hoje o norte do Vietnã. Em 938, ele derrotou os chineses na famosa Batalha de Bạch Đằng, norte do atual Haiphong, e acabou com mil anos de dominação chinesa, que remontava a 111 aC, sob o domínio da dinastia Han.